# Torsten Krill
Torsten Krill (* 24. März 1971 in Ansbach) ist ein deutscher Schlagzeuger des Modern Jazz und Komponist von Hörspielmusiken.

## Leben und Wirken
Krill begann das Schlagzeugspiel in Schülerbands, mit denen er Soul und Funk spielte; zum Jazz kam er durch Platten von John Coltrane. Er studierte zunächst an der Frankfurter Musikwerkstatt, dann an der Hochschule für Musik und Darstellende Kunst Stuttgart. Nachdem er zunächst mit Sebastian Studnitzky in der Combo Die Studenten spielte,  bildete er 1998 das Trio Tales in Tones mit Veit Hübner sowie Ralf Schmid und tourte mit Herb Ellis, Richie Beirach, Bobby Shew, Don Rader, Jiggs Whigham, Ernst Reijseger, Hakim Ludin, Claus Stötter und anderen. 1998 gründete er zudem ein eigenes Studio und das Label frimfram. Er spielte in der Begleitband von Nana Mouskouri; von 2001 bis 2009 gehörte er zum Cécile Verny Quartet. Er ist auch auf Tonträgern von Rainer Tempel, Martin Schrack, Pee Wee Ellis,  des Stuttgarter Gitarrentrios, Frank Kuruc und Ron Spielman zu hören. Daneben verfasste er für mehrere Hörspiele die Musik. Für das Hörbuch Die Verwesung von Simon Beckett, das 2012 mit dem Hörkules ausgezeichnet wurde, produzierte er die Musik. Des Weiteren spielte er auch mit Patrick Bebelaar, welcher ebenfalls den Jazzpreis des Landes Baden-Württemberg erhielt.

## Preise und Auszeichnungen
Mit dem Thomas Kraus Quartett erhielt er 1994 den zweiten Preis des internationalen Wettbewerbs bei Jazz à Vienne. Mit Die Studenten erreichte er 1996 den 1. Preis des SDR-/ Mercedes-Benz-Jazzwettbewerbs 1996 und 1997 den zweiten Preis des internationalen Wettbewerbs des Jazzfestivals Breda. Mit dem Trio Schmid/Hübner/Krill siegte er im bundesweiten Wettbewerb Hennessy Jazz Search 1999. 2006 erhielt er den Jazzpreis Baden-Württemberg. Das mit einem Echo Jazz ausgezeichnete Album Painting Pop von Joo Kraus & Tales in Tones Trio produzierte er; er war daran auch als Schlagzeuger beteiligt.

## Diskographische Hinweise
- Reality Music Vol. 1 (mit Carsten Netz, Jo Ambros, Uwe Lange, Uwe Schenk, Hans-Peter Ockert, Hansmartin Eberhardt,  Uli Röser. Nominiert für den Preis der Deutschen Schallplattenkritik; 2004)
- Reality Music Volume 2 (mit Carsten Netz, Jo Ambros, Uwe Lange; 2006)
- Joo Kraus & Tales In Tones Trio Painting Pop  (mit Patrick Wieland, Ralf Schmid,  Veit Hübner; 2011)
- Torsten Krills frimfram collective: Im Spielhaus (mit Carsten Netz, Jo Ambros, Uwe Lange sowie Göran Klinghagen, Uwe Schenk, Zig of One Media; Bandcamp; 2023)[1]

## Lexikalische Einträge
- Jürgen Wölfer: Jazz in Deutschland. Das Lexikon. Alle Musiker und Plattenfirmen von 1920 bis heute. Hannibal, Höfen 2008, ISBN 978-3-85445-274-4.